# La Puerta (Río Primero)
La Puerta es una localidad situada en el departamento Río Primero, provincia de Córdoba, Argentina. Es un pueblo relativamente joven, se encuentra al Noreste de la Provincia de Córdoba, a 125 km de la Ciudad de Córdoba, a 330 km de Santa Fe de la Veracruz y 125 km de Deán Funes.

## Historia
El lugar de la actual ubicación de la localidad de La Puerta no habría sido ocupado por población hispana hasta mediados del siglo XIX. El lugar, poblado de una densa vegetación agreste y surcada por algunos cañadones, habría sido sitio de paso, en tiempos prehistóricos, de pueblos aborígenes en su trashumar anual, en el caso de los grupos semi - sedentarios; o en sus movimientos cotidianos, en el caso de los grupos nómades. La falta de cursos de agua permanentes seguramente imposibilitó el asentamiento de poblaciones estables. Sin embargo, debido a la riqueza de su flora y de su fauna y a la ubicación estratégica del lugar, podríamos decir que la zona de La Puerta debió haber sido sitio de cacería y recolección de grupos nómades y sitio de paso para grupos sedentarios o semi - sedentarios.
Es esto, precisamente, lo que le da un tinte particular a la prehistoria de La Puerta; el resto del departamento - excepto otras zonas similares como lo que es hoy Obispo Trejo - se caracterizó por poseer grupos originarios sedentarios en la fase tardía de la antropología de Córdoba. Se registra como antecedente más remoto la denuncia de tierras fiscales que hace don José León Cabanillas en la zona de "Anita Poza y Laguna del Rancho en el Curato de Santa Rosa", el 10 de abril de 1833, y la mención a la venta de "una suerte de tierras en el lugar denominado, fechas antes mencionadas"......a la agresividad del entorno había que agregarle el ser un lugar de paso de los malones provenientes del noreste de la laguna de Mar Chiquita. Prueba de ello existe una carta que el Comandante de Fortines Toribio Álvarez envía al gobernador, en donde relata la persecución de un malón hasta en "derechura de la puerta por donde entran", fechada el 21 de marzo de 1821.
La zona de La Puerta, según un censo de 1840 no arrojaba más de una veintena de personas Las "posesiones" hispanas van dando paso a una ocupación más real y efectiva, la de los estancieros. Es así algunas de las propiedades de don José León Cabanillas pasaron a monos de don Leonardo Carnero, al practicarse su secesión, en la mensura realizada por el ingeniero agrimensor Manuel Recarey a solicitud de sus herederos: Daniel, Pascuala y Vicente B. Carnero; surge que estas propiedades tenían una superficie de 34.634 ha. 2.329 m². El perito manifiesta que, de la partición que, de la partición que efectuarán entre ellos, el segundo lote "ha venidido el Sr. Carnero a don Silvano Cuestas 1.000 cuadras cuadradas, o sea, 1961 ha 3.002 m2". Estos eran los territorios que contienen hoy a la población de La Puerta. Aquí hay una "particularidad": estos terrenos de la estancia de La Puerta que fueron adjudicados a Vicente B. Carnero por el fallecimiento de su padre, don Leandro. Antes le habían pertenecido al mismo Vicente, en virtud del sucesorio de su madre, doña Marcelina Celayes de Carnero, y que a su vez habría vendido a su padre don Leonardo, en operación privadamente practicada. Por tanto, don Vicente B. Carnero fue por esos días "dos veces" propietario de la estancia La Puerta, y de esa manera también la "vendió" dos veces.
La mensura de la que venimos hablando fue aprobada el 17 de octubre de 1895. Ese mismo día, el diario Los Principios, en sus comentarios económicos, insitita en el "posible aprovechamiento del algarrobo, que en cantidad había en Río Primero, San Justo y costa del Tercero". De este comentario se desprende que esta zona era, por esos tiempos, poco explotada.En los albores del siglo XX fallece don Vicente B. Carnero y le suceden: su esposa, Mercedes Villada de Carnero; y sus hijos: Ramona Rosa, María Marcelina, Daniel Antonio, Vicente y Leonardo. (Autos Sucesorios de fecha 23 de mayo de 1907). Se comienza a hablar del ferrocarril que "pasaría". A nuestra zona comienzan a llegar los primeros "adelantados", como por ejemplo: Vicente Audi y su familia, de origen italiano éste, proveniente de Sastre, provincia de Santa Fe, radicándose entre lo que es Villa Fontana y La Puerta (acogidos por la familia Celayes). Esta familia traía información de primera mano de por dónde pasaría el ferrocarril y su intención era instalar un cortadero de ladrillos para venderle al mismo. Mientras aquí en La Puerta dirimían posiciones por saber si iba a pasar por los "dominios" de los "Carnero" o de los "Cuestas".Entre los adelantados, y ya con el ferrocarril instalado, suenan nuevos apellidos: Antinori Salazar, Soumerou y Mariani, entre otros. Gerardo Antinori Salazar, fue luego esposo de Ramona Rosa Carnero. Augusto Soumerou, luego copropietario de más o menos la mitad del loteo juntamente con Guillermo López Gordon (abogado), Eliseo Mansilla Quiroga (escribano), Francisco Marini, hombre de gran actividad institucional, posteriormente fue el primer intendente elegido por el pueblo.El juicio sucesorio de don Vicente B. Carnero se terminó en 1910, y fue, precisamente, el abogado de este juicio el que adquirió "la parte" de la estancia de La Puerta, en el remate judicial por la hijuela de costas de este juicio. Esta "hijuela" contiene una parte del loteo actual. Este remate judicial fue aprobado el 7 de octubre de 1910. Napoleón Caldetey fuel el encargado de realizar el plano del loteo del "Pueblo - Estación La Puerta, pedanía Castaño".Las hijuelas del sucesorio, el plano del loteo, tomaron entidad jurídica en el Registro de la Propiedad, Protocolo de Río Primero, al número 314. folio 256, tomo II, con fecha 16 de diciembre de 1910. Esta es la fecha fundacional del pueblo de La Puerta. Esta es la fecha en que queda plasmado el inicio de un pueblo y la voluntad de crearlo que tuvieron: Ramona Rosa Carnero de Antinori Salazar, al Norte, en primer lugar, y Augusto Soumerou, Guillermo López Gordon y Eliseo Mansilla Quiroga, al Sur, quienes registran inscripción dominial con posterioridad.
Fue así, que "esta suerte de tierras, en derechura de la puerta...", dejaron de ser un lugar de paso, para ocupar un lugar en el espacio, en la historia, y en el corazón de los habitantes que fueron, los que están y por qué no, de los que serán en el futuro. Este hecho fundacional de La Puerta no fue un hecho fortuito, ni mucho menos desinteresado, sino que tuvo un "gran motivador" - tal cual la mayoría de los pueblos del interior del país - y ese motivador, esa gran causa fundacional fue concretamente el Ferrocarril, fenómeno éste que merece un capítulo aparte en esta historia.
La Puerta perteneció al Ferrocarril Central Norte Argentino. A esta empresa, que era de propiedad del estado nacional, pertenecía la línea de Deán Funes a Laguna Paiva (provincia de Santa Fe), cuya construcción había sido autorizada por ley nacional de año 1908. Su primera sección, que iba de Laguna Paiva a Altos del Chipión, fue abierta al servicio público en diciembre de 1911 y la segunda, Altos del Chipión - Déan Funes, en febrero de 1913. En la provincia de Córdoba, esta línea de trocha angosta - 1,000 m - tenía una extensión de 258 km y poseía 15 estaciones

## Población
Cuenta con 2781 habitantes (Indec 2022), lo que representa un incremento del 21,5 % frente a los 2185 habitantes (Indec 2010). 
| Gráfica de evolución demográfica de La Puerta (Río primero) entre 2010 y 2022 |
|                                                                               |
| Fuente: Censos nacionales del INDEC                                           |

## Información general
Las vías de comunicación son las rutas provinciales N.º 10 y la N.º 17 conectadas con las rutas interprovinciales N.º 19 y la N.º 9, y con el resto de zonas vecinas, con caminos consolidados.
El ferrocarril fue en sus épocas de esplendor quien unía La Puerta al resto del país y era el encargado del intercambio comercial de la época, transporte de granos, leña, carbón, animales, etc. También al viajero a sus diferentes destinos.
En cuanto al contexto socioeconómico, esta localidad y sus aledaños se caracterizan por la actividad agrícola ganadera, con actividades comerciales relacionadas con la anterior e independientes. La siembra es el punto característico (soja, trigo), manteniéndose aún algunos tambos lecheros.
La población urbana es de 2500 habitantes aproximadamente. La composición de la misma es el resultado de un crisol de orígenes - criollos, italianos, alemanes, españoles, sirios libaneses, rusos, checos portugueses, etc.
La situación educativa y cultural nos muestra en nuestro pueblo un Museo Histórico Municipal, una biblioteca popular, dos clubes sociales y deportivos, que ofrecen servicios de bar, juegos de mesa, prácticas de fútbol y básquebool. La municipalidad ofrece talleres culturales y educativos para todas las edades, como danzas folclóricas, ajedrez, práctica de diversos deportes y cursos de capacitación, por intermedio de sus áreas representantes.
Se cuenta con cuatro niveles educativos oficiales: preescolar, primario, secundario y terciario.
El acontecimiento más importante es la fiesta del pueblo, que se lleva a cabo el día 15 de agosto, en homenaje a la virgen de la Asunción Patrona del Pueblo, con realizaciones religiosas y populares, las que datan del año 1935.
Desde hace poco tiempo se concretó una reunión de ex residentes y residentes, que consiste en un encuentro fraterno entre familias y personas que son y fueron de la localidad, que se reitera desde entonces anualmente.

### Sismicidad
La sismicidad de la región de Córdoba es frecuente y de intensidad baja, y un silencio sísmico de terremotos medios a graves cada 30 años en áreas aleatorias. Sus últimas expresiones se produjeron:
- 22 de septiembre de 1908 (116 años), a las 17.00 UTC-3, con 6,5 Richter, escala de Mercalli VII; ubicación 30°30′0″S 64°30′0″O / -30.50000, -64.50000; profundidad: 100 km; produjo daños en Deán Funes, Cruz del Eje y Soto, provincia de Córdoba, y en el sur de las provincias de Santiago del Estero, La Rioja y Catamarca[2]

- 16 de enero de 1947 (78 años), a las 2.37 UTC-3, con una magnitud aproximadamente de 5,5 en la escala de Richter (terremoto de Córdoba de 1947)[1]

- 28 de marzo de 1955 (70 años), a las 6.20 UTC-3 con 6,9 Richter: además de la gravedad física del fenómeno se unió el desconocimiento absoluto de la población a estos eventos recurrentes (terremoto de Villa Giardino de 1955)

- 7 de septiembre de 2004 (20 años), a las 8.53 UTC-3 con 4,1 Richter

- 25 de diciembre de 2009 (15 años), a las 21.42 UTC-3 con 4,0 Richter